# Williams JPH1
Williams JPH1 (poprawiona wersja Williams JPH1B) – bolid Formuły 2 zaprojektowany przez inżynierów Williamsa i zbudowany w oparciu o standardy bezpieczeństwa obowiązujące w Formule 1 w 2005 roku. Bolid został zaprezentowany 2 marca 2009 w Fawkham (Wielka Brytania, hrabstwo Kent) na torze Brands Hatch, gdzie tego samego dnia Steven Kane - kierowca BTCC pierwszy raz wyjechał nim na tor. 

## Williams JPH1B
Na sezon 2010 została przygotowana poprawiona wersja bolidu, która otrzymała oznaczenie JPH1B. W nowej wersji samochodu m.in.: zwiększono moc silnika o 20 KM, zwiększono o 15% efektywność aerodynamiczną i o 20% docisk aerodynamiczny, o 25 kg zmniejszono wagę bolidu oraz zmieniono skrzynię biegów.

## Starty

### Sezon 2009
Podczas wyścigu na torze Brands Hatch Henry Surtees został uderzony kołem z innego bolidu i nieprzytomny uderzył w bandę, po czym został przewieziony do szpitala królewskiego w Londynie, gdzie wieczorem zmarł na skutek odniesionych obrażeń.

### Sezon 2011
Podczas pokazu BIAF 2011 Air Show, odbywającego się w Bułgarii Płamen Kralew w bolidzie JPH1 wziął udział w wyścigu z samolotem MiG-29 na dystansie 600 m. Zwyciężył bolid.